# أغاسي
أغاسي (بالإنجليزية: Agassi)‏ وهو لقب منتشر بين المجموعات العرقية في إيران، مثل الآشوريين والبابليين والفرس اليهود وبعض المسلمين الفارسيين.

## أشخاص
الأشخاص الذين يحملون لقب أغاسي من أصول آشورية: 
- أندريه أغاسي وهو مواليد 1970، لاعب كرة المضرب متقاعد من الولايات المتحدة.
- كارلوس أغاسي وهو مواليد 1979، مغني راب وعارض أزياء إيراني-فلبيني.
- إيمانويل ب. «مايك» أغاسي وهو مواليد 193، ملاكم أرمني من إيران (ولد لأب أرمني من أوكرانيا وأم أرمنية تركيا)؛ وهو والد أندريه أغاسي.
- إيفين أغاسي، مغنية آشورية.

الأشخاص الذين يحملون لقب أغاسي من أصول يهودية:
- جوزيف أغاسي وهو مواليد 1927، أكاديمي إسرائيلي.
- شاي أغاسي وهو مواليد 1968، تنفيذي.
- شمعون أغاسي، مواليد عام 1852 وتوفي عام 1914 وهو الحاخام البغدادي.

## أحد أشهر المطربين الآشوريين ، قام منذ ذلك الحين بجولة في أستراليا وأوروبا وآسيا. غالبية أغانيه كانت وكتبها شقيقه جيفرجيس أغاسي ، باللغتين الفارسية والآشورية. ينطق اسمه الأول بشكل عام إيفان من قبل الآشوريين الإيرانيين وإيوان من قبل الآشوريين العراقيين والسوريين ، مع التركيز على حروف العلة.
- Agassi، فيلم إثارة كوري جنوبي 2016.